# 迴龍站

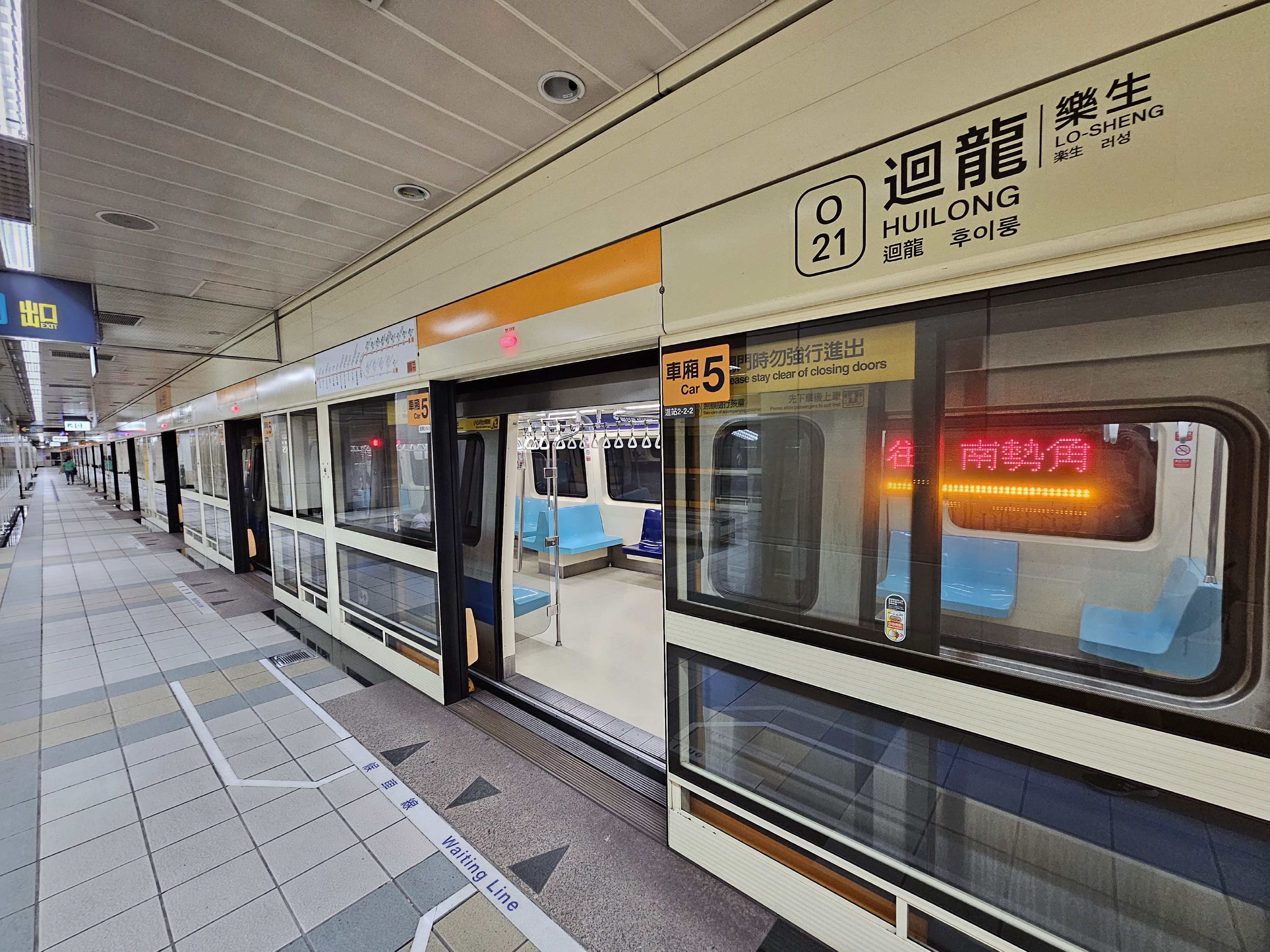
迴龍站2號月台，其中可見副站名與四種語言站名

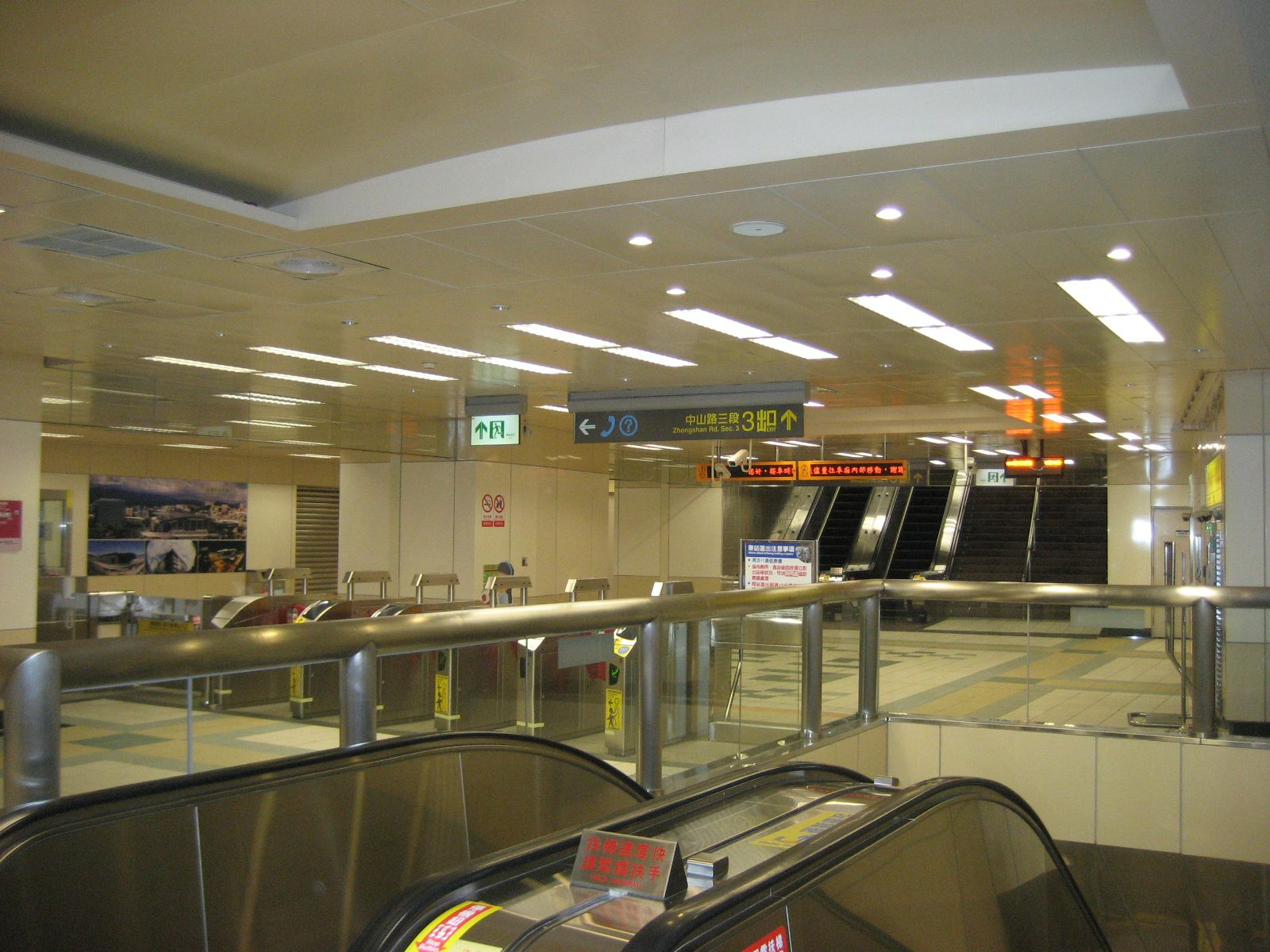
迴龍站內部

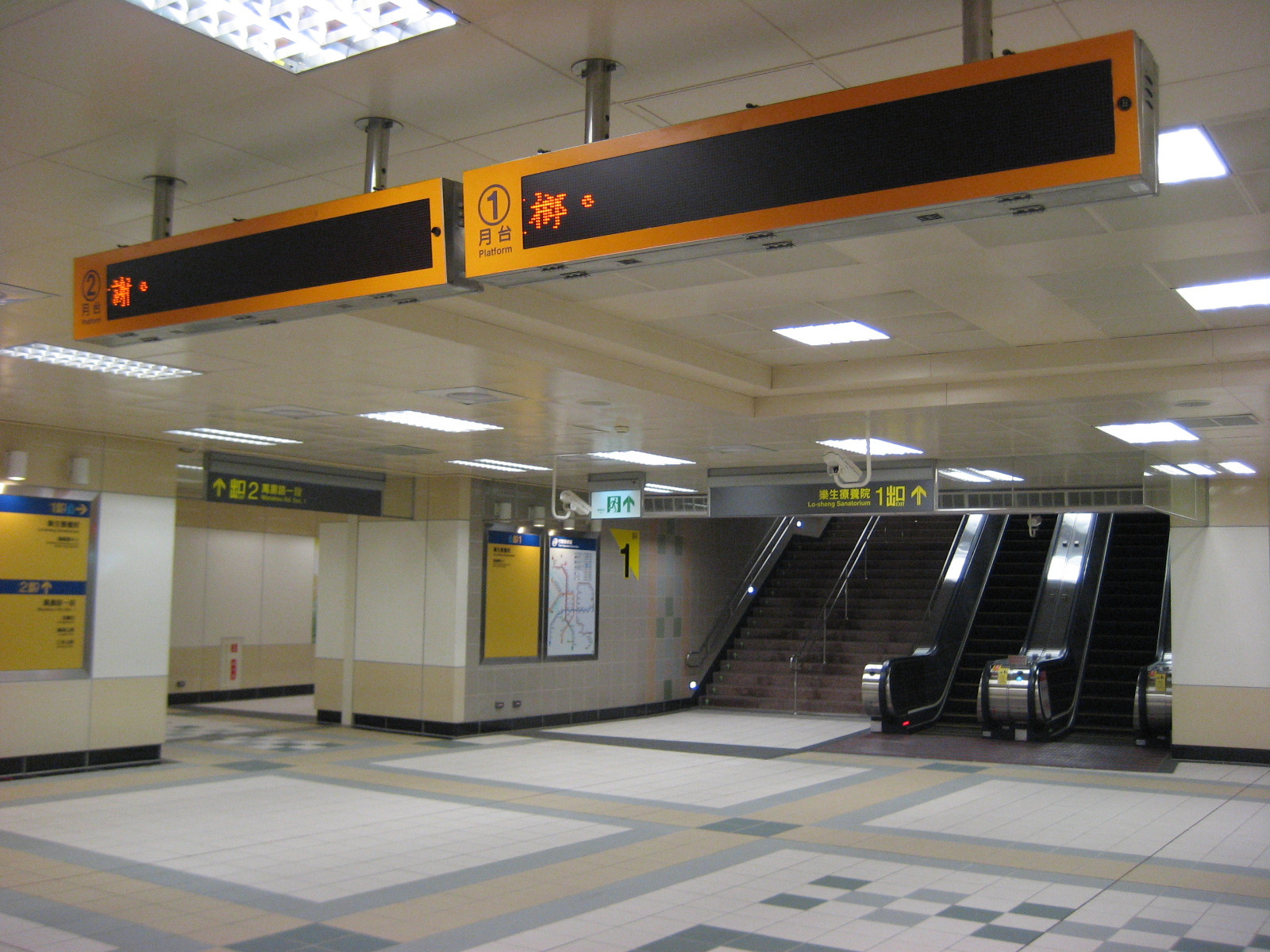
迴龍站內部

迴龍站位於台灣新北市新莊區，為臺北捷運中和新蘆線（新莊線）的終點站，未來將與萬大線第二期（興建中）及桃園捷運棕線交會。本站是臺北捷運最西邊的車站，新莊機廠（樂生療養院部分舊址）即位於本站附近。清治時期，台灣鐵路商務總局曾於本站南側約450公尺處的迴龍派出所附近，設立「打類坑車站」。

## 車站概要
車站位於中正路龍福里與龍鳳里、雙鳳里交界處，接近與新北大道、龍安路的交叉口；車站編號為O21，站名取自所在地的「迴龍」。
由於車站位置與樂生療養院僅新莊機廠相隔，曾有意見該站能更名為「樂生」，北捷局最後尊重民意，而在站內（月台層）呈現「迴龍／樂生」方式加註

## 車站構造
- 臺北捷運 中和新蘆線：地下二層車站，一個島式月台，三個主要出入口，一個緊急出口[4]

### 車站樓層
|           |                        |                                                |
| 地上 五樓 | 月台層                 | 月台層                                         |
| 地上 五樓 | 一月台                 | 桃園捷運棕線往桃園車站方向（BRH06龍華科大站）→ |
| 地上 五樓 | 島式月台，左／右側開門 |                                                |
| 地上 五樓 | 二月台                 | 桃園捷運棕線往桃園車站方向（BRH06龍華科大站）→ |

| 地上 四樓 | 大廳層 | 車站大廳、詢問處、自動售票機、驗票閘門 洗手間 |

| 地上 三樓              | 連通層                                         | 月台連絡天橋 |
| 地上 二樓              |                                                |              |
| 月台層                 | 詢問處                                         |              |
| 一月台                 | 萬大樹林線 往中正紀念堂站方向（LG20三角埔站）→ |              |
| 島式月台，左／右側開門 |                                                |              |
| 二月台                 | 萬大樹林線 往中正紀念堂站方向（LG20三角埔站）→ |              |

| 地面      | 出入口                 | 出入口                                        |
| 地下 一樓 | 大廳層                 | 車站大廳、詢問處、自動售票機、驗票閘門 洗手間 |
| 地下 一樓 | 大廳層                 |                                               |
| 地下 二樓 | 一月台                 | 中和新蘆線 往南勢角方向（O20 丹鳳站）→        |
| 地下 二樓 | 島式月台，左／右側開門 |                                               |
| 地下 二樓 | 二月台                 | 中和新蘆線 往南勢角方向（O20 丹鳳站）→        |

### 車站出口
出口1、2位於車站南端，出口3位於車站北端，無障礙電梯位於出口1。
| 出入口  | 圖片 | 位置         |
| ------- | ---- | ------------ |
| 出入口1 |      | 樂生療養院   |
| 出入口2 |      | 萬壽路一段   |
| 出入口3 |      | 新北大道七段 |

## 歷史

### 戰前
- 1893年11月30日：全臺鐵路商務總局設立打類坑火車碼頭[5][6]，位於今台1甲線（萬壽路一段）與縣道116號（樹林中正路）交叉路口。
- 1901年8月25日：臺灣總督府告示縱貫線改經由樹林，不再行經本站[a][5]（p. 頁77）。

### 台北捷運
- 2012年1月5日：因新莊機廠未完成工程，本站隨著新莊線「大橋頭－輔大」分段通車而與丹鳳站暫作為臨時儲車區，以舒緩列車儲車及調度需求[8]，此時迴龍站尚未啟用載客。
- 2013年2月23日：「輔大－迴龍」開始進行穩定性測試，列車到輔大站後會清車並繼續行駛至本站附近橫渡線調度，之後折返輔大站繼續載客。
- 2013年5月24日：交通局進行「輔大－迴龍」初勘。
- 2013年6月14日：報請交通部進行「輔大－迴龍」履勘，捷運局表示該站一定在7月底前通車。
- 2013年6月29日：在啟用無新莊機廠的特殊調度方式下，隨新莊線「輔大－迴龍」段通車而啟用[9]（p. 230）。
- 2021年1月14日，新莊機廠投入調度營運。

## 利用狀況
根據2024年12月資料，本站每日旅運量約為22,802，在台北捷運各站中排行第74名。
| 年   | 年間      | 年間      | 年間      | 年間   | 單日平均 | 單日平均 |
| 年   | 上車      | 下車      | 上下車計  | 來源   | 上車     | 上下車   |
| ---- | --------- | --------- | --------- | ------ | -------- | -------- |
| 2013 | 1,164,052 | 1,142,997 | 2,307,049 | [ 10 ] | 6,258    | 12,403   |
| 2014 | 2,605,239 | 2,524,865 | 5,130,104 | [ 10 ] | 7,138    | 14,055   |
| 2015 | 2,970,811 | 2,838,810 | 5,809,621 | [ 10 ] | 8,139    | 15,917   |
| 2016 | 3,177,172 | 3,023,868 | 6,201,040 | [ 10 ] | 8,681    | 16,943   |
| 2017 | 3,355,960 | 3,159,083 | 6,515,043 | [ 10 ] | 9,194    | 17,849   |
| 2018 | 3,556,991 | 3,339,501 | 6,896,492 | [ 10 ] | 9,745    | 18,894   |

## 公共藝術
本站地面廣場層設有公共藝術雕塑作品「傾聽」。

## 車站周邊
- 迴龍
- 常見大廈
- 樂生療養院
- 裕民國小
- 丹鳳國小
- 光華國小
- 新北市樹林區三多國民小學
- 丹鳳高中
- 新北市公共自行車租賃系統
  - 捷運迴龍站（2號出口）
  - 捷運迴龍站（3號出口）
- 迴龍國中小
- 光啟高中
- 龍華科大
- 桃園市政府警察局龜山分局迴龍派出所
- 台北捷運新莊機廠

## 公車資訊
| 編號  | 經營業者           | 區間                       | 備註                                               |
| ----- | ------------------ | -------------------------- | -------------------------------------------------- |
| 111   | 三重客運           | 新莊－陽明山第二停車場     | 例假日行駛。                                       |
| 262   | 桃園客運           | 銘傳大學－捷運迴龍站       | 屬於桃園市區公車。                                 |
| BR    | 桃園客運、中壢客運 | 桃園－捷運迴龍站           | 屬於桃園市區公車。                                 |
| 601   | 桃園客運           | 內壢－捷運迴龍站           | 屬於桃園市區公車。                                 |
| 607   | 三重客運           | 林口長庚醫院－迴龍         | 屬於桃園市區公車。                                 |
| 608   | 三重客運           | 樹林保安街－桃園大有路     | 屬於桃園市區公車。                                 |
| 609   | 三重客運           | 龍壽里－捷運迴龍站         | 屬於桃園市區公車。                                 |
| 615   | 三重客運           | 丹鳳－台北車站             | 屬於臺北市聯營公車。                               |
| 635   | 三重客運           | 迴龍－台北                 | 屬於新北市區公車。                                 |
| 636   | 三重客運           | 樹林中正路－捷運中山站     | 屬於新北市區公車。                                 |
| 712   | 三重客運           | 樹林俊興街－捷運亞東醫院站 | 屬於新北市區公車，經丹鳳高中、樹林工業區、樹林車站 |
| 712副 | 三重客運           | 樹林俊興街－土城醫院       | 屬於新北市區公車，經樹林車站、土城醫院             |
| 810   | 三重客運           | 土城－迴龍                 | 屬於新北市區公車。                                 |
| 859   | 三重客運           | 樹林－泰山                 | 屬於新北市區公車。                                 |
| 898   | 三重客運           | 樹林中正路－長庚醫院       | 屬於新北市區公車。                                 |
| 985   | 三重客運           | 新莊－捷運龍山寺站         | 屬於新北市區公車。                                 |
| 藍37  | 三重客運           | 迴龍－捷運板橋站           | 屬於新北市區公車。                                 |
| 橘21  | 三重客運           | 迴龍－新北產業園區         | 屬於新北市區公車。                                 |
| 橘26  | 三重客運           | 樹林－捷運迴龍站           | 屬於新北市區公車。                                 |
| F201  | 新北市新巴士       | 新莊區公所－新莊福德宮     | 回程停靠此站。 屬於新北市區免費公車。              |
| F206  | 新北市新巴士       | 新泰活動中心－林口長庚醫院 | 屬於新北市區免費公車。                             |
| 1803  | 國光客運           | 基隆－中壢                 | 屬於國道客運。                                     |
| 5009  | 桃園客運           | 桃園－泰山                 | 屬於桃園市公車。                                   |

## 腳註

### 來源資料
1. 1 2  . 臺北大眾捷運股份有限公司. 2021-01-15.
2. ↑  曾少甫.新莊線全線通車 迴龍站扮演三環三線重要轉接點.Nownews今日新聞網.2013-06-30 （页面存档备份，存于）
3. ↑  張立勳. . 中時新聞網. 2013-05-28  [2023-11-28].
4. ↑  .   [2010-08-01]. （原始内容存档于2010-11-12）.
5. 1 2  李永昌.  (PDF). 臺灣鐵路管理局. 2017年4月: 頁76  [2020-01-05]. ISBN 978-986-05-1933-4. （原始内容 (PDF)存档于2018-08-31）.
6. ↑  桃園縣政府. . 桃園縣政府. 2010年9月: 頁8  [2020-01-05]. ISBN 9789860243697. （原始内容存档于2020-04-05）. 國家圖書館
7. ↑  （日語）台灣總督府. . 大藏省印刷局. 1901-08-31: 頁458  [2020-01-05]. （原始内容存档于2020-04-05）. 明治三十四年八月二十四日限リ淡水橋桃仔園間鐵道運輸營業ヲ廢止ス 國立國會圖書館
8. ↑  新莊線 5日下午2時通車 （页面存档备份，存于）.中央社即時新聞.2012-01-02
9. ↑  徐榮崇. . 臺北市文獻委員會. 2015年12月  [2020-01-05]. ISBN 9789860469875. （原始内容存档于2020-12-07）.
10. ↑  臺北捷運公司. . 2019-02-26  [2019-08-10]. （原始内容存档于2020-11-28）. 臺北市統計資料庫查詢系統
11. ↑  . 臺北市政府捷運工程局.   [2023-11-27].

## 外部連結
- 臺北大眾捷運股份有限公司 （页面存档备份，存于）
- 臺北市政府捷運工程局 （页面存档备份，存于）
- 新北大眾捷運股份有限公司 （页面存档备份，存于）
- 新北市政府捷運工程局 （页面存档备份，存于）
- 桃園大眾捷運股份有限公司 （页面存档备份，存于）
- 桃園市政府捷運工程局 （页面存档备份，存于）
- 迴龍站位置圖（台北捷運公司） （页面存档备份，存于）
- 迴龍站車站剖面相關位置圖（台北捷運公司） （页面存档备份，存于）
- 販賣店現況 （页面存档备份，存于）

Template:桃園捷運棕線